# ウスユキガモ

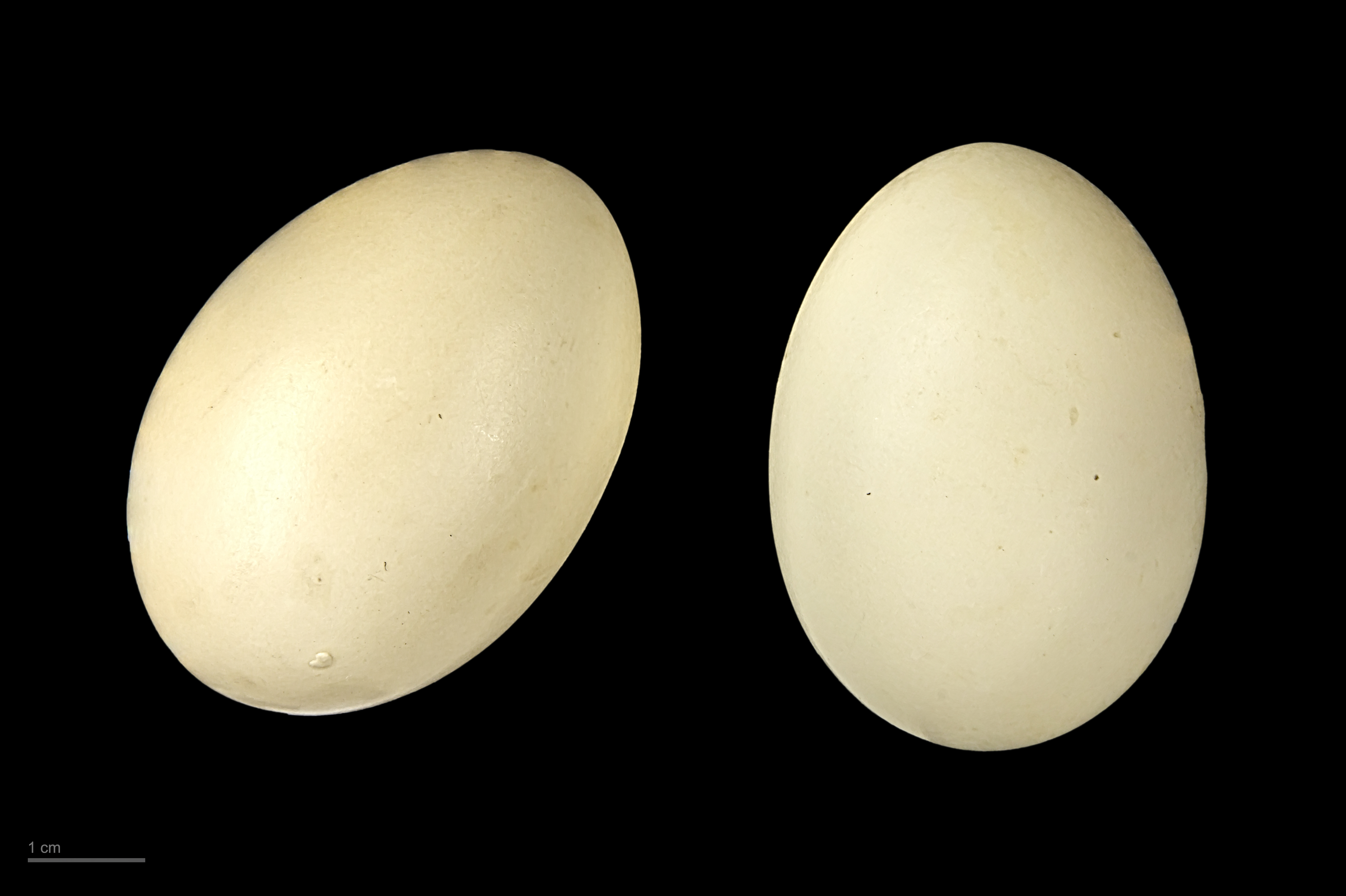
Marmaronetta angustirostris

ウスユキガモ（薄雪鴨、Marmaronetta angustirostris） は、カモ目カモ科ウスユキガモ属に分類される鳥類。本種のみでウスユキガモ属を構成する。

## 分布
ヨーロッパ南部やアフリカ大陸北部の地中海沿岸部、中央アジアなどで繁殖し、冬季になるとインド北部、チャド、マリ共和国へ渡り越冬する。

## 形態
全長42センチメートル。翼長オス20.5-21.5センチメートル、メス19.8-20.5センチメートル。全身の羽衣は褐色や灰褐色で、淡褐色や淡黄色の斑紋が入る。嘴から眼を通り側頭部にかけて黒く太い筋模様（過眼線）が入る。尾羽基部の下面を被う羽毛（下尾筒）は白い。
嘴は黒い。後肢は黄褐色。

## 生態
アシなどが岸辺に繁茂した湖沼に生息する。小規模な群れを形成して生活する。
食性は植物食傾向の強い雑食で、植物の茎、根、種子などを食べる。種子は水面で採食するが、水生植物の茎や根、泥中にいる獲物は逆立ちしたり潜水しながら採食を行う。
繁殖形態は卵生。藪や枯れ草の中（洞窟に巣をつくることもある）の地表に巣を作り、7-14個の卵を産む。メスのみが抱卵し、抱卵期間は25日。

## 人間との関係
干拓による生息地の破壊、水質汚染、狩猟などにより生息数は減少している。スペインでの19世紀における生息数は数千ペア、1960年代における生息数は100ペアと推定されている。